# Pipistrellus javanicus babu
Pipistrellus javanicus babu är en underart till fladdermusen Pipistrellus javanicus som beskrevs av Thomas 1915. Pipistrellus javanicus babu ingår i släktet Pipistrellus och familjen läderlappar.